# 신호 (정보 이론)
신호(信號,signal)는 일정한 부호, 표지, 소리, 몸짓 따위로 특정한 내용 또는 정보를 전달하거나 지시를 할 수 있는 전달매체이다. 또는 그렇게 하는 데 쓰는 행동 또는 부호등이다.

## 매개체
신호는 발신자와 수신자를 매개하는 기능을 한다. 따라서 신호는 발신자뿐만아니라 수신자를 필요로한다. 한편 신호(정보)를 매개체로하는 발신자와 수신자간의 의사소통에서 신호(signal)는 수신자의 행동변화를 목적으로하는 수신 가능한 데이타이자 발신자의 의도를 내포한다. 그러나 신호는 의도하지 않은 정보로의 변형 또는 제3의 다른 개체의 반응을 통해  비용과 이익 사이의 균형을 부과하는 특성으로 정의되는 큐(Que) 정보의 성질도 동시에 갖게된다. 이처럼 수신자의 반응을 의도한 발신자가 생성한 신호는 왜곡되거나 악용될수있는데 이러한 왜곡과 악용은  발신자와 수신자간에 이익이 전제되는 안정된 상황에서만 일어날수있다는 점은 신호의 효율성이 근본적으로 보장되고 유지하는 중요한 메커니즘을 시사한다.

## 환경신호
환경신호는 지형이나 지물등 외부 환경 요인에대한 반응으로 상대 물체에대한 반향을 위해 소닉을 사용하는 돌고래의 초음파는 자기의사소통(Autocommunication)이자 환경신호이다.  한편 자기의사소통은 발신자가 자기자신으로 발신자와 수신자가 동일하다.
생체신호로는 대변이 마려울 때 신호가 왔다고 할 수 있다.

## 같이 보기
- 진화안정전략